# ジャガイモ料理の一覧
ジャガイモ料理の一覧（じゃがいもりょうりのいちらん）では、ジャガイモを主たる材料とした料理を、その調理法に着目して分類する。なお、本稿における項目の羅列が、50音順などの統一された方法に依っていないことに注意されたい。

## 焼き料理
- ベックオフ
- ベイクドポテト
- フォンダンポテト
- フューネラルポテト
- グラタン・ドフィノワ
- ハッセルバックポテト
- ヤンソンの誘惑
- クニッシュ
- クイニーパターテ
- クーゲル
- クゲリス
- ランカシャー・ホットポット
- パナケルティ
- パテ・オ・ポメ・ドゥ・テール
- ポム・アンナ
- ポテトバブカ
- ポテトスコーン（英語版）
- ポテトスキン
- ポテトパンケーキ
- ポテトワッフル
- ラッピーパイ
- ランブルディサンプス
- タルティフレット
- トルティージャ
- レシュティ

## 煮込み料理
- アイントプフ
- アルゴシュト
- アルティッキ
- ブリンゾヴェーハルシュキ
- カラプルクラ
- ツェペリナイ
- コードル
- クロップカーカ
- ラプスカウス
- 肉じゃが
- オコパ
- パルト
- パパ・アラワンカイナ
- パパス・アルガダス
- パパス・チョレアーダ（英語版）
- ピーテパルト
- プーティン
- プーティンラペ
- ラスペボール（英語版）
- ジャガイモの塩煮（英語版）
- ストーヴィース（英語版）
- シルヴァスゴンボーツ（英語版）

## 揚げ料理
- あげいも
- アルチャット
- アルパイ
- バタタハッラ
- バタタヴァーダ（英語版）
- ボンダ
- ボクスティ
- カルネアサダフライ（英語版）
- チーズフライ (フライドポテト)（英語版）
- チョレジャーナ
- カーリーフライ（英語版）
- フライドポテト
- フリッターロール（英語版）
- カムジャジョン（英語版）
- ハラルスナックパック（英語版）
- ハッシュドポテト
- ホームフライ
- いもフライ
- カプサロン
- クリピック（英語版）
- ラトケス
- ジャピンガチョ（英語版）
- パパ・レジェーナ
- パタタス・ブラバス
- ペラ
- プルグデル（英語版）
- ポム・ドフィーヌ
- ポム・スフレ
- ポテトチップス
- ポテトドーナツ
- ポテトウェッジ
- ポテトオブライエン（英語版）
- ライべクーヘン（英語版）
- サルチパパ
- サモサ
- セラットソロ（英語版）
- スパイスバッグ
- テイタートッツ
- トムベット
- トルネードポテト
- トリンチャット
- トリプルクックドチップス（英語版）
- トリュファード
- ワダ
- ワダ・パーヴ
- ワッフルフライ（英語版）
- じゃがべー
- みそポテト

## マッシュ料理
- アリゴ
- アッシパルマンティエ
- バンガーズ・アンド・マッシュ
- ブランデ・キャルリフ
- チャンプ
- クラップショット
- コルカノン
- シェパーズパイ
- エッグスラット
- フィッシュパイ
- フォルシュマーク
- コロッケ
- ポム・デュセス
- ヒンメル・ウント・エアデ
- ヒュッツポット
- マッシュポテト
- ミンス・アンド・トティー（英語版）
- ラグダパティス（英語版）
- en:Skomakarlåda
- スタンポット
- スターゲイジー・パイ
- ストゥンプ
- カレリアンピーラッカ
- クリーク

## 炒め料理
- アルゴビ
- いもなます
- じゃがいも入りやきそば
- ジャーマンポテト
- バブル・アンド・スクイーク
- ピッティパンナ
- ポテト入りやきそば
- 味噌かんぷら
- 農夫の朝食
- リヨン風ポテト

## サラダ
- オリヴィエ・サラダ
- ポテトサラダ
- シャウォート

## スープ
- アヒアコ
- カムジャオンシミ（英語版）
- カムジャタン
- カトッフェル・ズッペ
- サユール・ソプ
- ヴィシソワーズ
- ケワダツィ

## 酒
- アクアビット
  - レッド・バイキング
- 清里焼酎

## その他の食品
- チップバティ
- クリスプサンドイッチ
- ニョッキ
- ホミティーパイ
- カトッフェルケーゼ
- カムジャ麺
- 粉吹芋
- レフセ
- パタトニック（英語版）
- じゃがいもパン
- ポテトケーキ（英語版）
- ポテトニック（英語版）
- レウェナ・パラオア
- ラップロティ（英語版）